# Playa Nuestra Señora del Carmen
La playa de Nuestra Señora del Carmen es la playa urbana de Barbate, en la Costa de la Luz (provincia de Cádiz, Andalucía, España).

## Ubicación y características generales

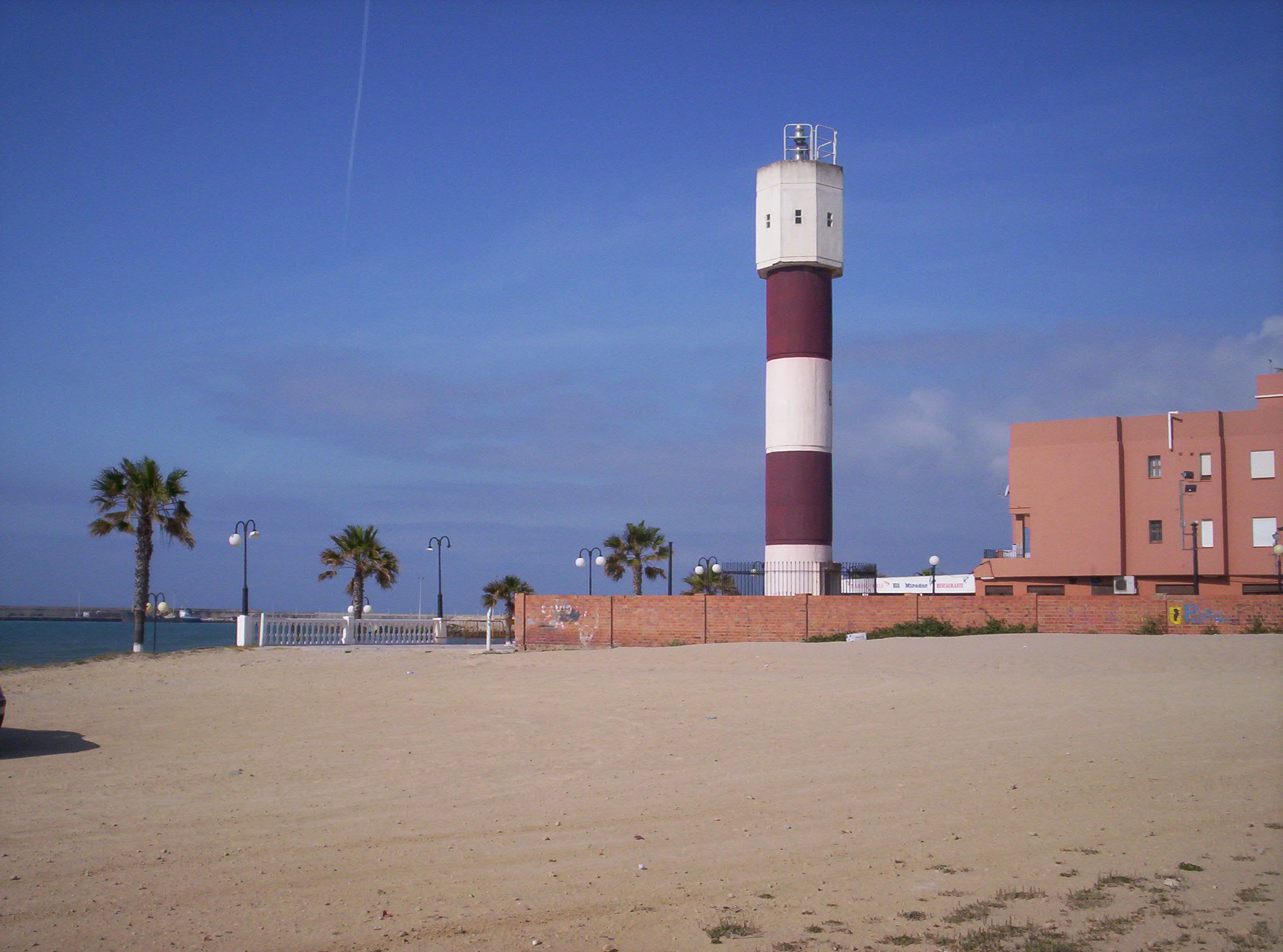
Faro de Barbate.

Se enmarca en el núcleo urbano del municipio y está separada de la playa de la Hierbabuena, al oeste, por el puerto de la Albufera y de la playa de Cañillos, al este, por el río Barbate.
Está ubicada entre el río y el puerto de la localidad. Tiene 1300 metros de longitud por unos 40 metros de anchura.
De oeste a este, discurre desde el puerto de Barbate, en la zona conocida como "Rajamanta", hasta la desembocadura del río Barbate, donde la playa forma una lengua de tierra conocida como "La Barra". Es una playa de arena fina y blanca, que no presenta vegetación excepto en las proximidades de la desembocadura del río.

## Características específicas

### Servicios

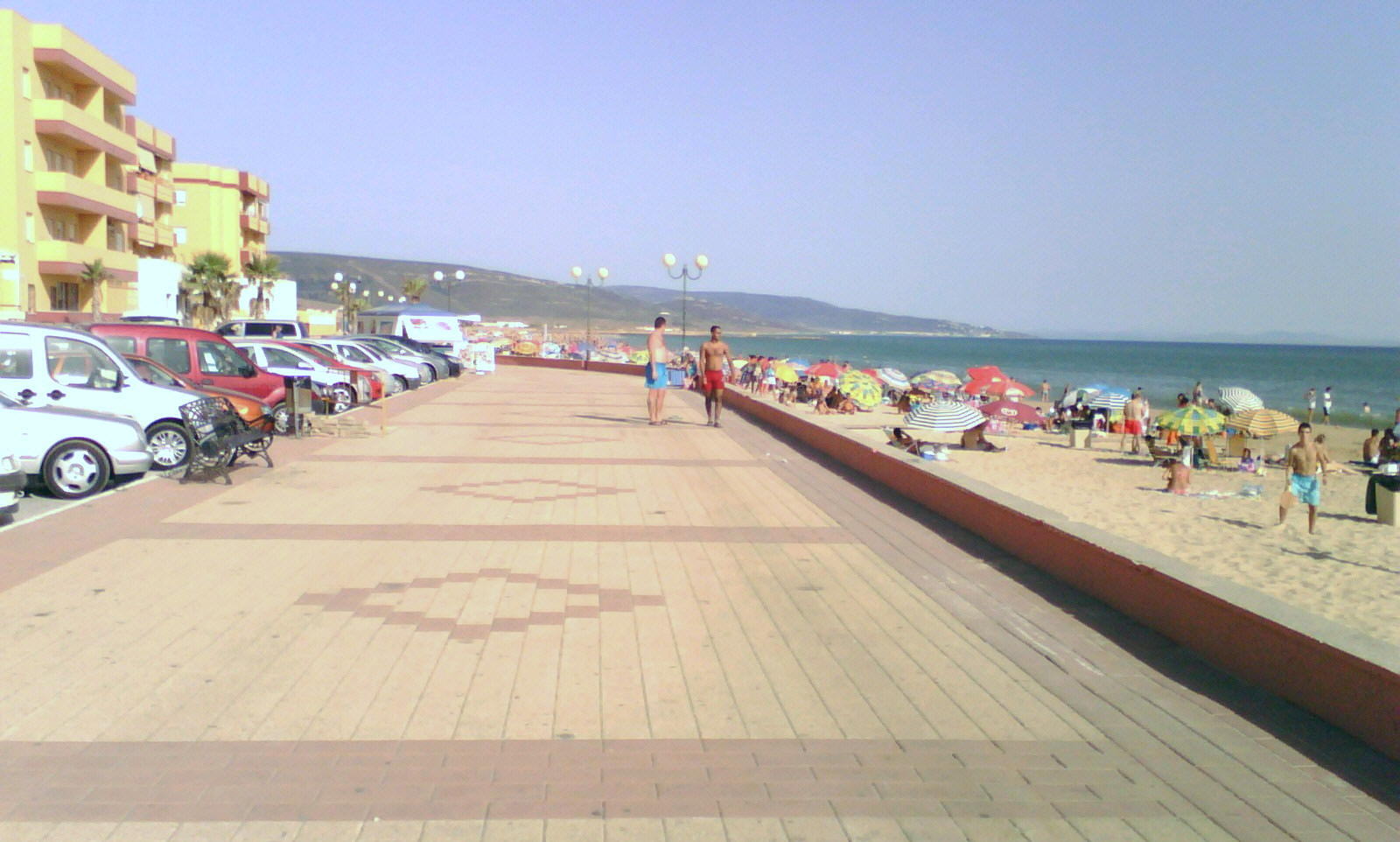
Paseo marítimo de Barbate.

La playa dispone de un paseo marítimo de unos 1000 metros de longitud, discurriendo por casi toda la totalidad de la playa. En el Paseo Marítimo de Barbate pueden encontrarse bares, restaurantes, apartamentos, hoteles y algunos supermercados en las zonas cercanas. Al final del mismo también se encuentra un club de surf.
La playa del Carmen cuenta con pasarelas de acceso, duchas y lavapiés, dos puestos de vigilancia, socorristas, servicio de enfermería, sillas especiales para personas con movilidad reducida, varios aparcamientos y servicio de limpieza.
Protección Civil y Bomberos tienen su sede frente a la misma, en la esquina con la Calle As de Guía.

### Normas de uso
Esta playa tiene una afluencia alta de personas en verano, lo que hace necesario el establecimiento de una serie de prohibiciones. Durante la temporada estival, en el tramo horario de 12:00 h a 20:00 h, está prohibido llevar mascotas a la playa y practicar juegos de pelota, salvo en la zona de porterías habilitada para ello. Al margen de horarios y temporadas, están terminantemente prohibidas la acampada, las hogueras y la pesca. Una prohibición puntual es el baño en el área del canal náutico, claramente señalada con boyas.     